# رهط كاظمي
رهط كاظمي (بالأردية: راحت کاظمی) ممثل باكستاني ومذيع تلفزيوني وأكاديمي. عمل في العديد من المسلسلات التليفزيونية لـشركة تلفزيون باكستان مثل مسلسل «مايار» عام 1967، و «قربتين أور فاسلي» عام 1974، وأول مسلسل ملون وكلاسيكي في باكستان عام 1976 بارشيان. بعد هذه الدراما التليفزيونية، عمل في العديد من الأعمال الدرامية التليفزيونية الأخرى لـشركة تلفزيون باكستان مثل أواخر سبعينيات القرن الماضي تيسرا كينارا وأيساس في الثمانينيات، وهوب كينر عام 1985.

## النشأة والتعليم
ولد رهط كاظمي في شيملا في 30 يونيو 1946. كان والده محامياً، أكمل تعليمه في المدرسة الثانوية في راوندي من كلية جوردون. حصل على شهادة في القانون (ليسانس الحقوق) في لاهور، ثم حصل على درجة الماجستير في العلوم السياسية من جامعة الكلية الحكومية لاهور ودرجة الماجستير في الأدب الإنجليزي من جامعة البنجاب.

## المسيرة الفنية

### أفلام
| اسم الفيلم        | السنة |
| ----------------- | ----- |
| آج أور كال        | 1976  |
| إنسانيات          | 1976  |
| سوراج بها تاماشاي | 1977  |
| مهمان             | 1977  |
| موثي بهار شوال    | 1978  |
| خندان             | 1980  |
| صايمة             | 1980  |
| اعزميش            | 1980  |
| آس باس            | 1982  |
| جان إي مون        | 1982  |

### تلفاز
| دراما            | السنة |
| ---------------- | ----- |
| مايار            | 1967  |
| برنامج رهط كاظمي | 1970  |
| باكستان          | 1976  |
| هوب كينر         | 1985  |
| كوميديا كوميديا  | 1990  |

## وصلات خارجية
رهط كاظمي على موقع IMDb (الإنجليزية)